# Éros
Pour les articles homonymes, voir Éros (homonymie).
Éros (en grec ancien Ἔρως / Érōs) est la divinité primordiale de l’Amour et de la puissance créatrice dans la mythologie grecque. Le mot érotisme en provient.

## Mythes et fonctions

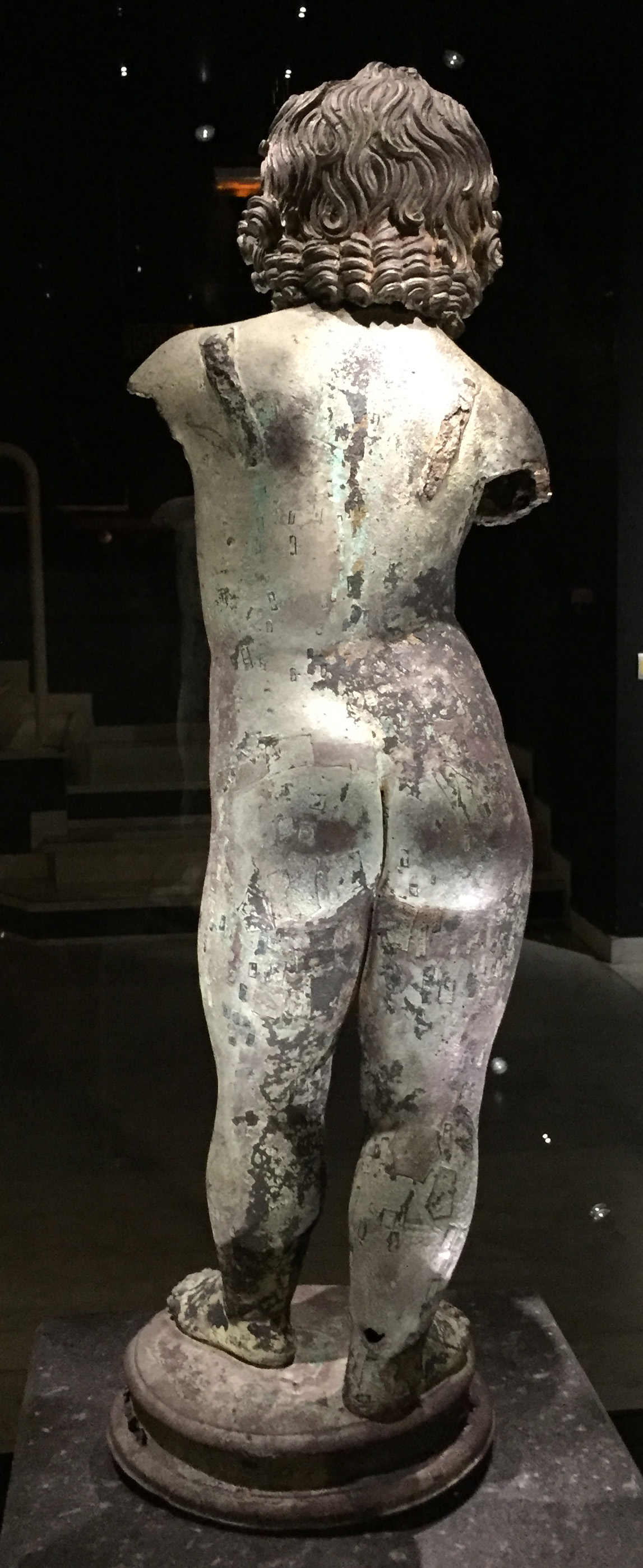
Bronze trouvé en mer représentant Éros ; vue de dos (au), Musée de l'Éphèbe au Cap d'Agde.

### Origine et fonction
Dans la Théogonie d’Hésiode (VIIIe siècle av. J.-C.), Éros est issu de Chaos et constitue, avec Tartare, Nyx, Gaïa et Érèbe, une des cinq divinités primordiales. C'est le seul qui n'engendre pas, mais il permet à Ouranos et Gaïa de le faire. Il est beau, immortel, « dompte l'intelligence et la sagesse ». Jean-Pierre Vernant le présente comme le principe qui « rend manifeste la dualité, la multiplicité incluse dans l'unité ». Éros (Amour) et Himéros (Désir) accompagnent Aphrodite depuis sa naissance.
Cependant, Jean-Pierre Vernant affirme qu'il existe deux Éros. Le premier, l'Éros primordial, est présent depuis la nuit des temps et représente l'union non sexuée. L'Éros sexué naît quant à lui de la castration d'Ouranos par Cronos. Cronos a en effet lancé le sexe de son père à la mer et de là naissent Aphrodite, Himéros et l'Éros sexué à l'origine de l'union entre les mâles et les femelles.
Dans la théogonie des Rhapsodies, qui est la théologie orphique, Éros est à l'origine de la création. Il nait de l'œuf cosmique issu de l'union de l'Éther et du Chaos. À la fois mâle et femelle, il a de nombreuses têtes d'animaux. Il engendre Nyx (la Nuit) et le monstre Échidna. Il est nommé Phanès, mais aussi Protogonos, Èrikèpaios et Métis. Dans l'orphisme, Phanès est assimilé à Dionysos-Zagreus et Zeus le dévore et devient ainsi le dieu souverain.
Dans la comédie Les Oiseaux d’Aristophane (450–385 av. J.-C.), Éros naît de l'œuf, issu de la Nuit aux ailes noires. Il a deux ailes d'or et engendre, avec Chaos « ailé et ténébreux », la race des oiseaux, avant même celle des Immortels.

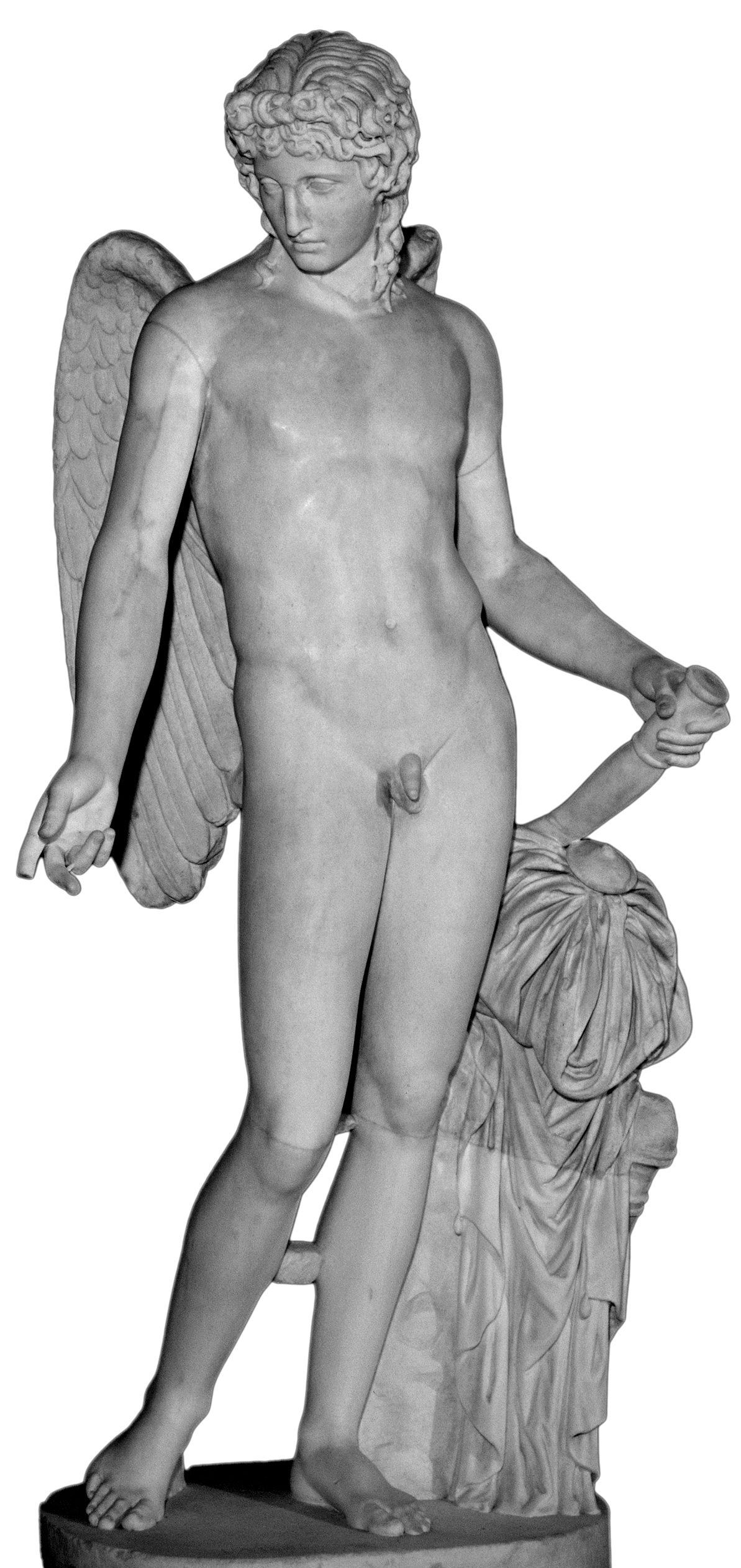
Éros Farnese, Musée national archéologique de Naples.

Dans Le Banquet de Platon (427–348 av. J.-C.), Éros est présenté différemment en fonction des personnages du dialogue. Pour Phèdre, Éros est une divinité primordiale, « celui qui fait le plus de bien aux hommes », « il inspire de l'audace », « est le plus ancien, le plus auguste, et le plus capable de rendre l’homme vertueux et heureux durant sa vie et après sa mort ». Pausanias fait la distinction entre deux amours et relations sexuelles. Comme il y a deux Aphrodite, l'Aphrodite céleste, plus âgée, née d'Ouranos, et l'Aphrodite née du mâle et de la femelle, Zeus et Dioné, plus jeune et appelée Aphrodite triviale ou populaire ; il y a deux Éros, un Éros populaire, « c’est l’amour qui règne parmi les gens du commun. Ils aiment sans choix, non moins les femmes que les jeunes gens, plutôt le corps que l’âme », « ils n’aspirent qu’à la jouissance ; pourvu qu’ils y parviennent, peu leur importe par quels moyens », et un Éros fidèle, qui « ne recherche que les jeunes gens », qui n'aime que le sexe masculin, « naturellement plus fort et plus intelligent ». Suit un éloge de l'amour vertueux, fidèle, non attaché au corps. Faisant parler Éryximaque, Platon approuve la distinction des deux Éros faite par Pausanias et la complète : l'Éros ne réside pas seulement dans l'âme mais aussi dans la beauté, « dans les corps de tous les animaux, dans les productions de la terre, en un mot, dans tous les êtres ». L'Éros légitime et céleste est celui de la muse Uranie. « Mais pour celui de Polymnie, qui est l'Éros vulgaire, on ne doit le favoriser qu’avec une grande réserve, en sorte que l’agrément qu’il procure ne puisse jamais porter au dérèglement. » Aristophane parle de la puissance de l'Éros et du mythe de l'androgyne (il y a trois sexes originels : le masculin, produit par le soleil, le féminin par la terre et l'androgyne, celui qui est composé des deux autres, par la lune). Éros est la force qui pousse les moitiés les unes vers les autres après leurs séparations par les Dieux. Celle, homme, qui s'unit à une moitié femme devient féconde, celle qui s'unit à une moitié homme n'accouche que de choses de l'esprit. « Les hommes qui proviennent de la séparation des hommes primitifs recherchent le sexe masculin », de sorte que la sympathie, l’amitié et l'amour les saisissent l'un l'autre, et de façon à ne plus former qu’un seul être avec lui, « bonheur qui n’arrive aujourd’hui qu’à très peu de gens ». Agathon le présente comme le plus beau et le plus jeune des Dieux, n'en déplaise à Hésiode et Parménide. C'est un Dieu délicat qui « marche et se repose sur les choses les plus tendres » et « s'éloigne des cœurs durs ». Il est formé d'une essence subtile — c'est la grâce qui le distingue —, ne peut recevoir aucune offense, est de la plus grande tempérance. C'est le plus fort des Dieux, plus fort qu'Arès même. Il est très habile car il rend poète celui qui est inspiré de lui.
Pour Socrate, Éros est amour de quelque chose : c'est l'amour de la beauté. Comme tous les démons, c'est un intermédiaire entre les hommes et les dieux, entre la condition de mortel et celle d’immortel. Il apporte « au ciel les prières et les sacrifices des hommes » et rapporte « aux hommes les ordres des dieux et la rémunération des sacrifices qu’ils leur ont offerts ».
Il est issu de l'union de Poros (l'Abondance), fils de Métis (la Prudence), et de Pénia (la Pauvreté) au moment du festin de la naissance d'Aphrodite, c’est-à-dire que sa conception coïncide avec la naissance de la déesse. Fils de Pénia, il est « toujours pauvre, et, loin d’être beau et délicat, comme on le pense généralement, il est maigre, malpropre, sans chaussures, sans domicile, sans autre lit que la terre, sans couverture, couchant à la belle étoile auprès des portes et dans les rues ». Comme fils de Poros, il « est toujours à la piste de ce qui est beau et bon ; il est mâle, hardi, persévérant, chasseur habile, toujours machinant quelque artifice, désireux de savoir et apprenant avec facilité, philosophant sans cesse, enchanteur, magicien, sophiste »… Éros est un amant de la sagesse.
On voit qu'Éros, s'il change d'aspect chaque fois que c'est à un autre convive du Banquet de faire son éloge, se met à ressembler à Socrate lui-même quand Socrate parle : ce sont deux va-nu-pieds, chasseurs de beautés ; Socrate, quand il décrit Éros, serait comme tenté à plusieurs reprises par l'autoportrait,.

#### Fils d'Arès
Selon la plupart des auteurs, Éros passe pour le fils d'Aphrodite et d'Arès, voire, mais plus rarement, d'Aphrodite et Zeus, Hermès, Héphaïstos ou même Ouranos. En tant que fils d'Aphrodite et d'Arès, il a quatre jumeaux, les Érotes, et une sœur Harmonie. Dans des traditions plus récentes (à partir du VIe siècle av. J.-C.), Éros passe pour le fils né sans père de la déesse des Naissances Ilithyie ou le fils de Zéphyr et d'Iris.

### Éros et les abeilles

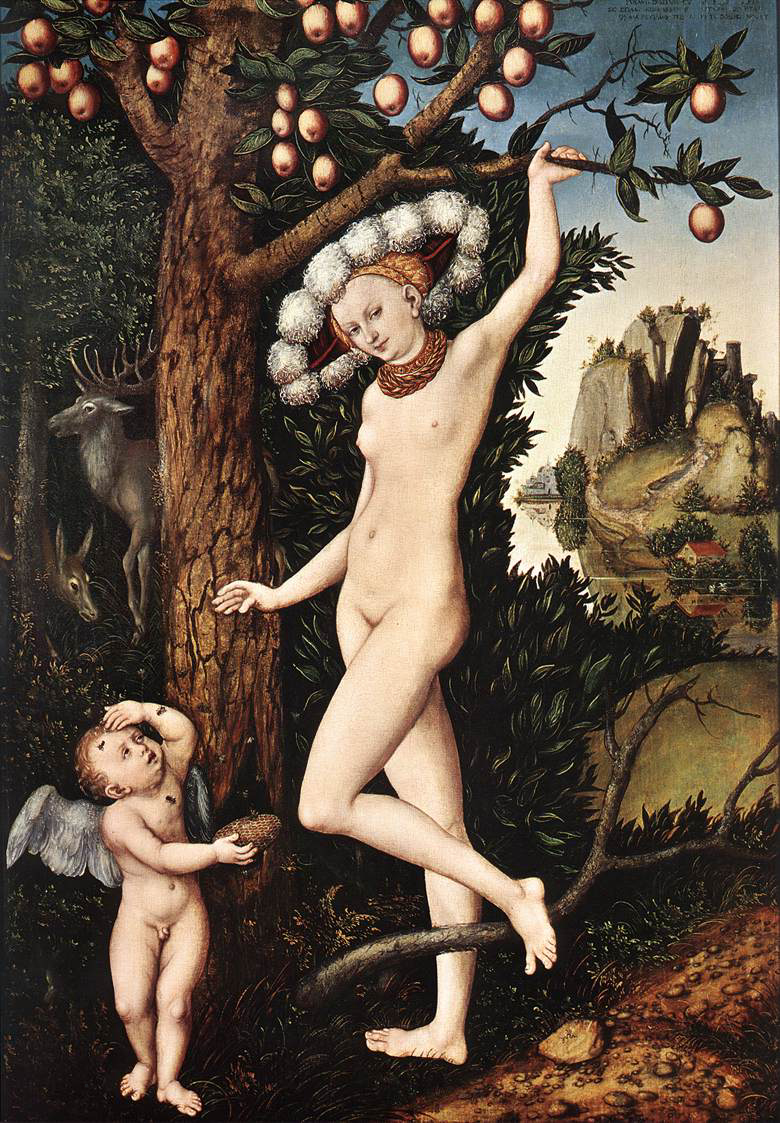
Éros Farnese, Lucas Cranach l'Ancien.

Un motif récurrent dans la poésie ancienne incluait Éros piqué par des abeilles. L'histoire se trouve pour la première fois dans l'Anacréontea (en), attribuée à l'auteur Anacréon du VIe siècle av. J.-C. Elle raconte qu’Éros s'est rendu un jour chez sa mère Aphrodite en pleurant d'avoir été piqué par une abeille et a comparé la petite créature à un serpent avec des ailes. Aphrodite lui demande alors, puisqu'il pense que la piqûre de l'abeille fait si mal, ce qu'il pense de la douleur causée par ses propres flèches.
Théocrite, venu un peu plus tard, au IVe siècle av. J.-C., développa un peu l'anecdote dans ses Idylles (Idylle XIX (en)). Le petit Éros est piqué par les abeilles alors qu'il tente de voler le miel de leur ruche. Les abeilles lui transpercent tous les doigts. Il court vers sa mère en pleurant et se demande comment des créatures aussi petites causent une si grande douleur. Aphrodite sourit et le compare aux abeilles, car lui aussi est petit et provoque une douleur bien plus grande que sa taille.
Ce petit conte a été raconté à de nombreuses reprises dans l’Antiquité et la Renaissance.

## Culte

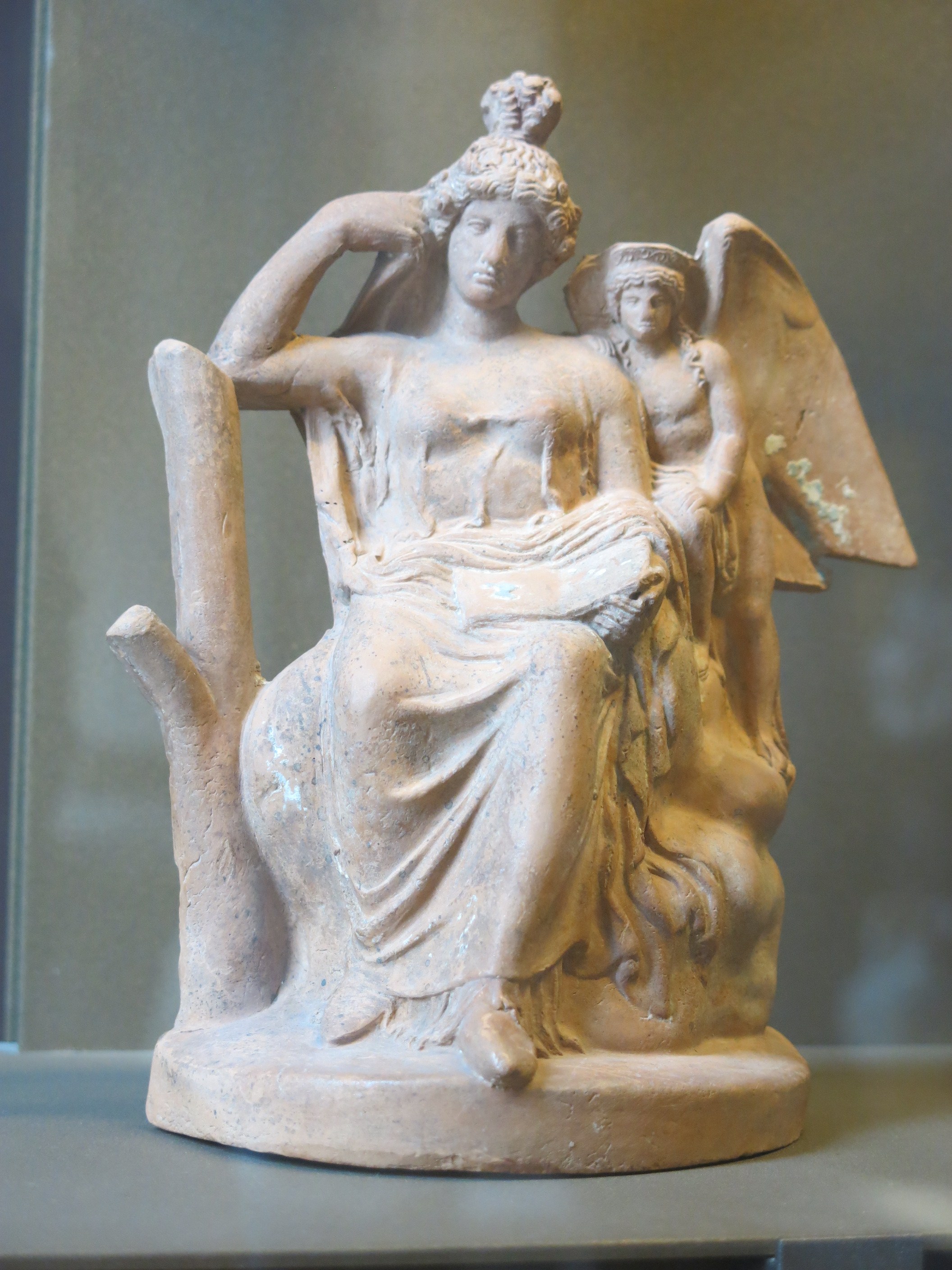
Aphrodite et Éros. Cyrène, découvert à Benghazi. 400--350 Musée du Louvre.

Les cultes officiels d’Éros sont rares dans le monde grec. Les imagiers athéniens rendent compte, néanmoins, de la faveur dont jouissait le dieu dans la cité classique. Le bataillon sacré de Thèbes lui est consacré. Son sanctuaire principal est situé à Thespies, où l'on célébrait les érotidies. 
Il est honoré en Grèce antique spécialement comme le dieu de la pédérastie[réf. nécessaire]. 

### En tant que Dieu de l'amitié et de la liberté
Pontien de Nicomédie, un personnage du Deipnosophistae d'Athénée, affirme que Zénon de Kition pensait qu'Éros était le dieu de l'amitié et de la liberté.
Erxias (Ἐρξίας) a écrit que les Samiens avaient consacré un gymnase à Éros. Le festival institué en son honneur s'y appelait Eleutheria (Ἐλευθέρια), signifiant « liberté »,.
Les Spartiates et les Crétois lui sacrifient avant une bataille. Ainsi, les Lacédémoniens offraient des sacrifices à Éros avant de partir au combat, pensant que la sécurité et la victoire dépendaient de l'amitié de ceux qui se tenaient côte à côte dans la bataille, tandis que les Crétois offraient des sacrifices à Éros dans leurs préparatifs de bataille,.
Athènes l'honore comme le dieu libérateur de la cité en l'honneur d'Harmodios et d'Aristogiton, les tyrannoctones.

## Postérité littéraire
Éros est notamment connu par le roman qu'Apulée a écrit entre 160 et 180, les Métamorphoses (IV, 28, 1 - VI, 24, 4 ) dans lequel se trouve le conte d'Éros et de Psyché. Bien qu'on ait longtemps cru que cet épisode s'inspirait d'un original grec, il semble aujourd'hui plus probable qu'Apulée se soit inspiré d'un conte berbère.
Dans le conte d'Apulée, Psyché est une princesse d'une beauté si parfaite qu'elle éveille la jalousie d'Aphrodite, à laquelle on la compare. Elle a deux sœurs aînées, d'une grande beauté également, mais sur lesquelles Psyché l'emporte de loin. Toutefois, contrairement à ses sœurs, elle ne trouve pas d'époux, les foules se contentant de venir la contempler comme une œuvre d'art et de la vénérer comme une déesse, au point d'oublier de célébrer Aphrodite. La déesse, jalouse de cette rivale et offensée par un tel sacrilège, ordonne à Éros de la rendre amoureuse du mortel le plus méprisable qui soit. Cependant, alors que le dieu s'apprête à remplir sa mission, il tombe lui-même amoureux de Psyché en se blessant avec ses flèches...

## Représentations artistiques

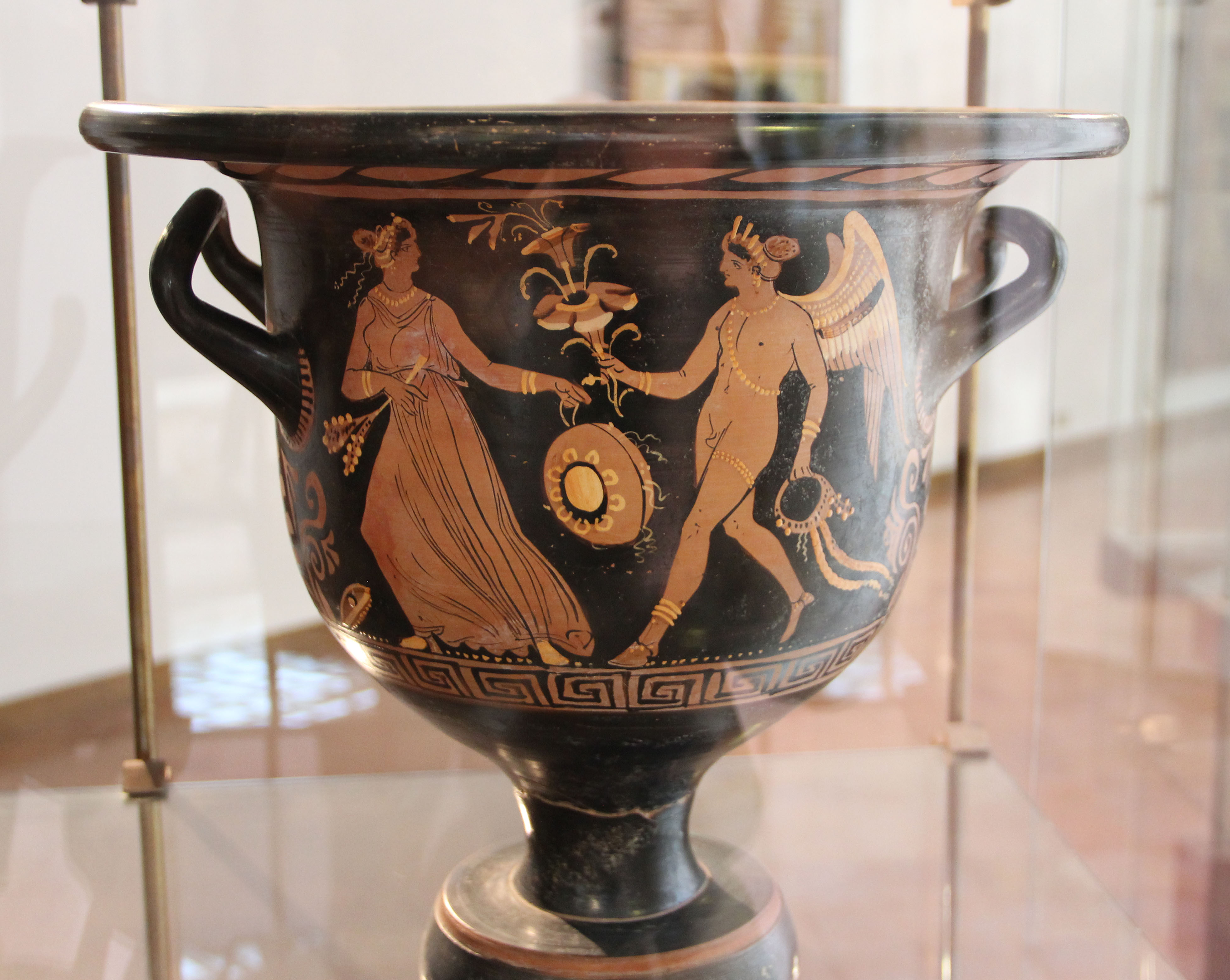
Éros androgyne avec une Ménade.
Musée d'Agrigente
Vers -330

À l'origine, Éros est représenté comme un être androgyne. La figure du jeune homme ailé apparaît à la fin du VIe siècle av. J.-C. sur des vases attiques à figures rouges. Il n'est alors que rarement associé à Aphrodite et apparaît souvent sous de multiples instances ; parfois, l'un des Amours est nommé Himéros ou Pothos (désir).
Sa représentation devient très populaire à partir de 490 av. J.-C. On le voit alors sur les vases, avec la lyre ou un lièvre — cadeau pédérastique par excellence — à la main, ou encore poursuivant un garçon. Par la suite, il est plus fréquemment associé avec Aphrodite et le monde des femmes, notamment sur les vases nuptiaux comme les lébétès gamikoi, les loutrophores ou encore les lékanis. Au reste, on recourt au blanc pour le représenter, de même que pour le corps des femmes. L'arc et le carquois sont des attributs habituels à partir du IVe siècle av. J.-C. L'exemple le plus célèbre est sans doute la statue d’Éros bandant son arc, type attribué au sculpteur Lysippe.
À partir de l'époque hellénistique, le type de l'Éros-enfant apparaît concurremment à celui de l'Éros-éphèbe. Dès cette époque, Éros perd sa signification religieuse pour devenir ornemental.

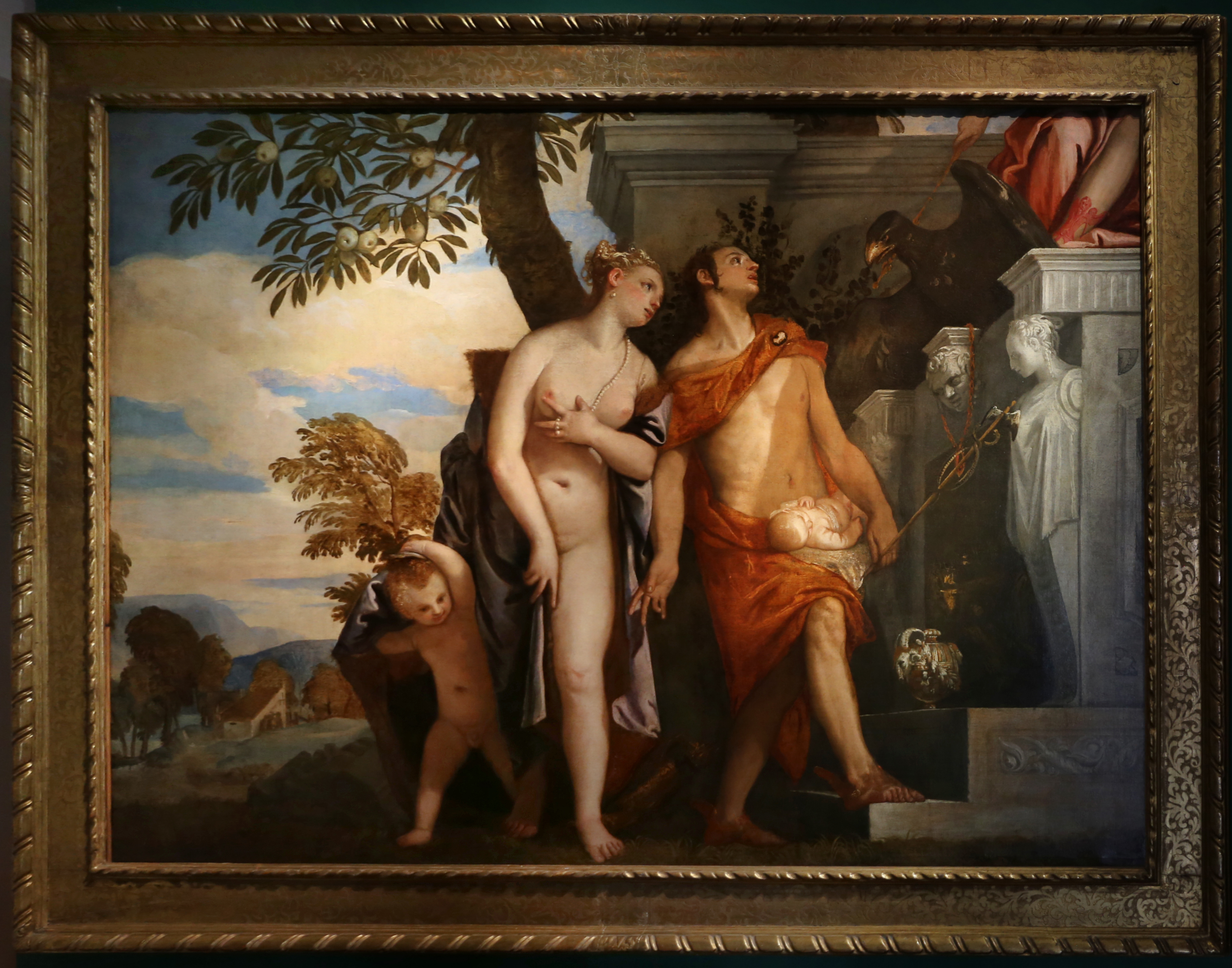
Vénus et Mercure présentant Antéros à Jupiter de Véronèse.

À partir de la Renaissance, sa représentation est assimilée à celle des anges pour parvenir au type du putto. Véronèse, vers 1562, le personnifie en petit enfant, présenté avec son frère Antéros nouveau-né, par leurs parents, Vénus et Mercure, à Jupiter. Ce tableau de 150 × 243 cm est conservé au Musée des Offices à Florence.
Son avatar romain, Cupidon, est souvent représenté sous les traits d'un jeune enfant espiègle, joufflu, avec deux petites ailes dans le dos et portant un arc, qui lui sert à décocher des flèches d'amour.
On peut voir une statue supposée le représenter sur la place Piccadilly Circus à Londres ; en réalité il s'agit de l'Ange de la charité chrétienne.

## Éros dans la culture

### Peinture

Jeune fille se défendant contre Éros, peinture de William-Adolphe Bouguereau.
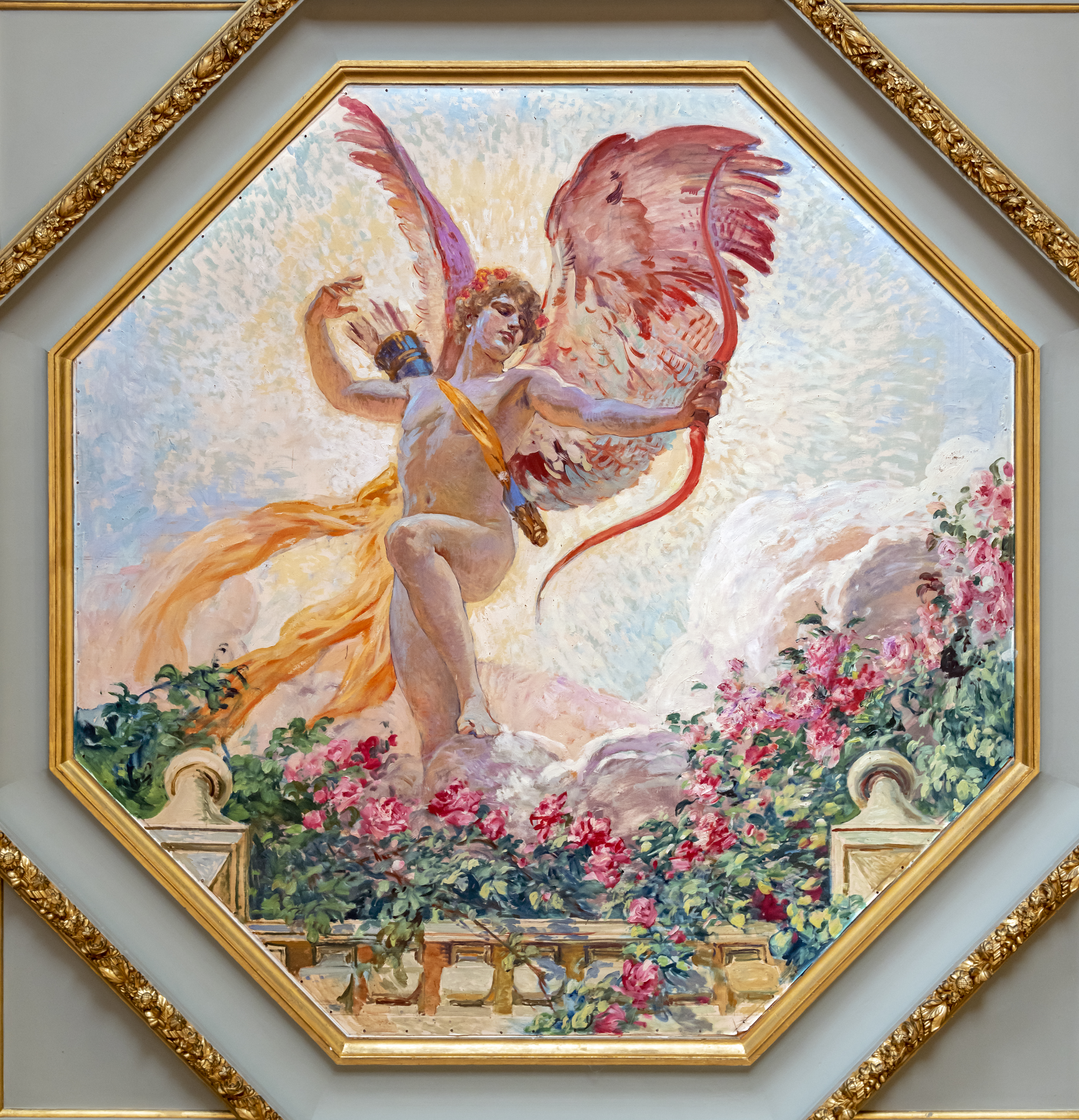
Paul Gervais Capitole de Toulouse.
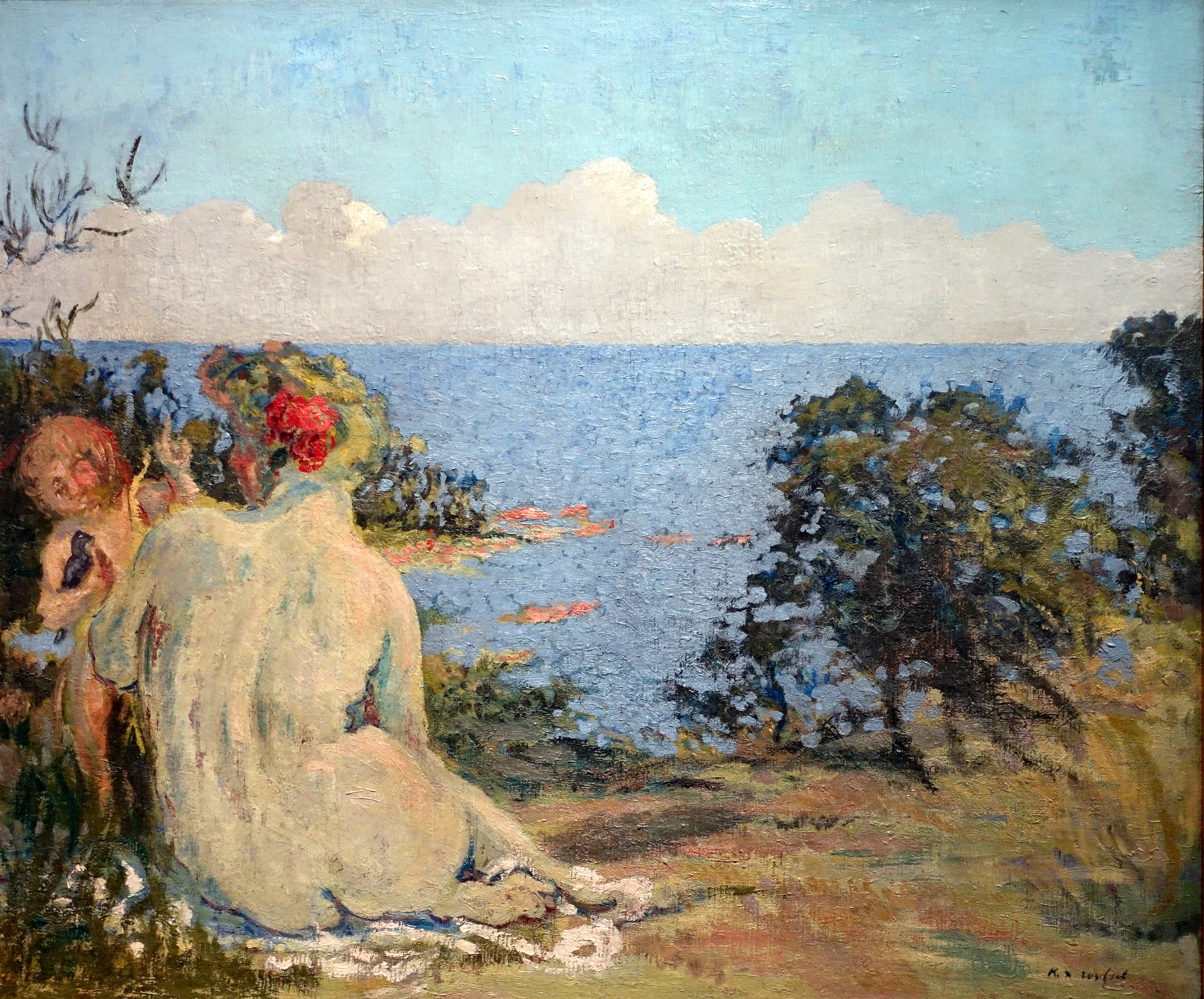
Ker-Xavier Roussel Vénus et l'Amour au bord de la mer (1908) musée d'Orsay.
Éros étreignant Psyché.

### Bande dessinée
Éros est l'un des personnages principaux du manga La Petite Olympe et les Dieux, secondant Olympe dans ses aventures.

### Sources antiques
- Hésiode, Théogonie [détail des éditions] [lire en ligne] (v. 116-123 et 190).
- Homère, Iliade [détail des éditions] [lire en ligne] (II, 819 ; III, 15 ; IV, 10 ; V, 1 et 311), Odyssée [détail des éditions] [lire en ligne] (III, 266-342).
- Aristophane, Les Oiseaux [détail des éditions] [lire en ligne] (v. 676 et suiv).
- Apulée, Métamorphoses [détail des éditions] (lire en ligne).